# Уве
Уве (нем. Uwe) — немецкое мужское имя.